# 협화어

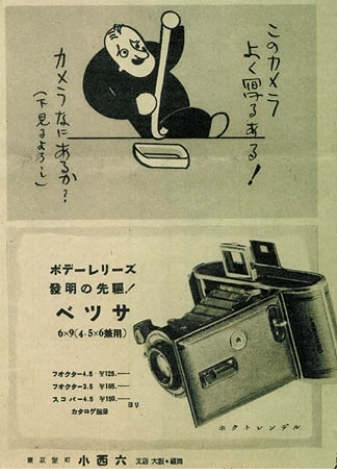

협화어(일본어: 協和語 きょうわご）는 일본의 괴뢰국인 만주국의 건국초기에 사용되었던 간이 일본어를 말한다. 흥아어(興亜語), 일만어(日満語), 대동아어(大東亜語)등으로도 불렀다.
협화란 용어는 만주국의 슬로건인 오족협화(일본인,만주인,중국인,조선인,몽골인의 협동과 화합)에서 유래한다. 주로 일본어를 모르는 한족 및 만주족이 사용했다. 일본어의 피진이라고 할 수 있다. 사용자의 모어인 중국어의 단어도 섞여 있으며, 중국어의 특징에 영향을 받아, 조사나 어미변화를 생략하는 경우가 많았다. 급조된 만주국에서 제 민족간의 의사소통수단으로서 사용되었으나, 그 후 일본어 자체가 언령이 깃드는 존엄한 언어라는 일본어 우선주의가 세를 얻으면서 점점 그 사용이 축소되었다. 패전과 더불어 만주국이 와해되면서 관련자료 및 연구도 유실되어 상세한 사항은 알 수 없는 상태이다.
현재는 중국인이 등장하는 만화나, 중국인의 흉내를 내는 경우등에 간혹 사용하는 정도이다.

## 용례
- 협화어: ワタシ日本人アルヨ 와타시 니혼진아루요
- 일본어: 私は日本人です 와타시와 니혼진데스
- 한국어: 저는 일본인입니다.

- 협화어: 姑娘キレイアルネ 구냥 기레이아루네
- 일본어: 娘さんはきれいですね 무스메상와 키레이데스네
- 한국어: 따님은 예쁘군요.

- 협화어: アナタ座ルノ椅子ナイアルヨ 아나타 스와루노 이스 나이아루요
- 일본어: あなたが座る椅子はありません 아나타가 스와루 이스와 아리마셍
- 한국어: 당신이 앉을 의자가 없습니다.

## 같이 보기
- 일본군 피진 중국어
- 피진
- 크레올어
- 만주국
- 일본 제국